# 萩原歩美
萩原 歩美（はぎわら あゆみ、1992年6月1日 - ）は、日本の陸上競技選手。専門は長距離走。

## 人物
1992年6月1日、静岡県静岡市出身。静岡市立南中学校入学後、陸上競技に取り組む。中学校入学当初は短距離選手で、中学1年次には静岡県中学生ランキング表（2005年度）で、女子400m走12位（67秒18）でその名を見つけることが出来る。中学2年次の静岡県中学校総合体育大会・駅伝の部では静岡南中の第1走者として第1区（3.28㎞）を走り、11分21秒で区間4位の成績を収めた。
萩原は中学校時代から「憧れの選手は福士加代子さん」と言っていたこともあり、トラック長距離種目への希望は強かった。2008年に常葉学園菊川高等学校に入学すると、1年生ながら3,000mで9分41秒66、5,000mで16分54秒64を出して静岡県ランキングで上位に食い込んでいる。しかし高校3年間で全国高等学校総合体育大会（インターハイ）へは出場した経験はないが、全国高等学校駅伝競走大会女子の部では高校3年次の2010年度第22回大会に出場、第1区を走った経歴もある。
2011年、高校卒業と同時にユニクロへ入社し、同社陸上部所属の実業団選手としてスタートする。入社後に三井住友海上火災で渋井陽子、土佐礼子を育てた鈴木秀夫がユニクロ陸上部監督に就任する。萩原自身は「鈴木式の練習についていけなかったら辞めさせられる」と思ったが、鈴木の指導を受けると同時に「この練習を積めばこのタイムが出る、という見立てがすごく当たる」と心酔、徐々にその才能が開花するようになる。
2013年、2014年の日本陸上競技選手権大会で2年連続女子10,000mで3位に入賞。2014年の第7回アジア競技大会（大韓民国・仁川広域市）陸上競技日本代表に選出される。本番のアジア競技大会では女子10,000mに出場し、31分55秒67のタイムで3位（銅メダル）を獲得した。その後、2014年11月24日の国際千葉駅伝に日本代表チームのメンバーとして出場、最終第6区のアンカーを任されて23分02秒をマーク、区間賞を獲得すると同時に日本代表の優勝に貢献した。
将来のマラソン転向を考えており、その試金石として2014年のまつえレディースハーフマラソンに出場して1時間10分17秒のタイムで優勝を飾り、2015年の名古屋ウィメンズマラソンでフルマラソン初レースとしてエントリーしていたが、直前に欠場となった。
2017年3月～豊田自動織機に移籍加入した。
2024年8月、結婚を発表した。

## 自己記録
- 5000m：15分24秒56
- 10000m：31分41秒80